# Dios Hijo

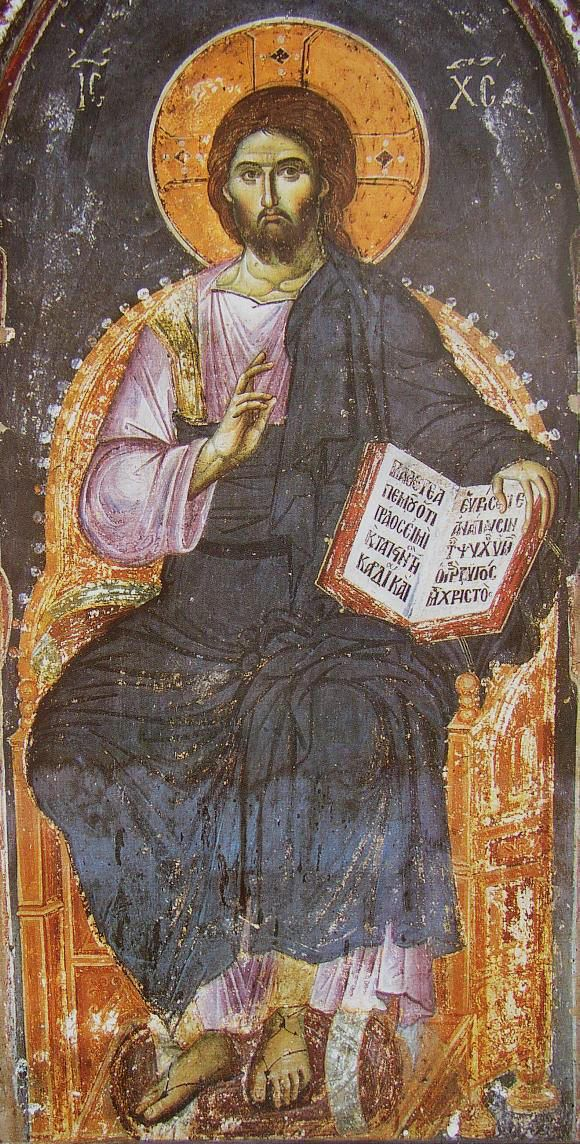
Representación de Dios Hijo en el arte religioso

Dios Hijo, con mayúscula, es un concepto central para el cristianismo, y designa a la segunda persona de la Santísima Trinidad, cuya relación con las otras dos es objeto de debate teológico desde el cristianismo primitivo (debates cristológicos: arrianismo, adopcionismo, nestorianismo, pelagianismo, gnosticismo, etc.). Se intentó resolver dicho debate mediante el Concilio de Nicea y el credo al que dio origen, sin embargo, las discusiones teológicas respecto al asunto persisten hasta el día de hoy.
Como consecuencia de haber nacido de una mujer humana, a diferencia de las otras dos personas de la Trinidad, a Dios Hijo se le atribuyen dos naturalezas: una divina y una humana, que se encuentran indisolublemente unidas en la misma persona (véase hipóstasis).

## La Segunda Persona de la Santísima Trinidad
Las diferentes interpretaciones que se dé a la relación entre las personas de la Trinidad por las distintas confesiones cristianas continuó siendo un asunto trascendental en épocas posteriores, especialmente la cláusula Filioque, que está entre las que mantuvieron la diferencia entre la cristiandad latina y la cristiandad oriental y provocaron el denominado Cisma de Oriente. Las tendencias dominantes dentro de la Reforma protestante no discutieron el dogma trinitario, e incluso persiguieron a los que lo hacían (Miguel Servet). Posteriormente, algunas confesiones protestantes han desarrollado dogmas no trinitarios (véase La trinidad en las denominaciones cristianas no trinitarias).
Los nombres con que se denomina a Dios Hijo son muy numerosos, y han dado origen por sí mismos a tratamientos literarios. El nombre histórico es Jesús, el gentilicio Jesús de Nazaret (a pesar del nacimiento de Jesús en Belén), y a veces se nombra por la filiación (Jesús, hijo de María y José, y a la Virgen María, por ser la madre de Dios Hijo se le llama la Madre de Dios —Theotokos— mientras que José es su padre putativo, también se le menciona como Jesús, de la Casa de David). Como otros nombres o advocaciones se utilizan Cristo o Jesucristo, Hijo de Dios, Hijo del Hombre, Mesías, Cordero de Dios, Buen Pastor, Luz del Mundo, etc. Algunos se refieren a un momento concreto de su vida terrenal o celestial, como Niño Jesús o Niño Dios, Nazareno, Crucificado, Cristo muerto, Cristo resucitado, Cristo ascendido, Cristo Rey, Pantocrátor, etc. Muchos de ellos tienen un carácter poético, habitual en la mística, como luz, esposo o amigo (véase también Escuela ascética española).

## Hijo de Dios
Dios Hijo es distinto del término Hijo de Dios:
En latín, griego, francés, inglés y hebreo:
- Deus Filius, Theos ho Huios (Θεός ο  Υιός), Dieu le Fils, God the Son, Elohim ha-Ben (אלוהים הבן )
- Filius Dei, ho huios tou Theou  (Ο γιος του Θεού), le fils de Dieu, the son of God, ben Elohim (בן אלוהים)